# Associazione Sportiva Pro Recco 2006-2007

## Rosa 2006-07
| N° |                   | Ruolo | Giocatore            |
| -- | ----------------- | ----- | -------------------- |
|    | Italia (bandiera) | P     | Stefano Tempesti     |
|    | Italia (bandiera) | P     | Dario Gennaro        |
|    | Italia (bandiera) | D     | Andrea Mangiante     |
|    | Serbia (bandiera) | D     | Vladimir Vujasinović |
|    | Italia (bandiera) | D     | Daniele Bettini      |
|    | Italia (bandiera) | D     | Massimo Giacoppo     |
|    | Italia (bandiera) | CV    | Maurizio Felugo      |
|    | Italia (bandiera) | CV    | Goran Fiorentini     |

| N° |                      | Ruolo | Giocatore             |
| -- | -------------------- | ----- | --------------------- |
|    | Italia (bandiera)    | A     | Leonardo Sottani      |
|    | Italia (bandiera)    | A     | Alberto Angelini      |
|    | Ungheria (bandiera)  | A     | Norbert Madaras       |
|    | Australia (bandiera) | A     | Pietro Figlioli       |
|    | Ungheria (bandiera)  | A     | Tamás Kásás           |
|    | Italia (bandiera)    | CB    | Alessandro Calcaterra |
|    | Italia (bandiera)    | CB    | Arnaldo Deserti       |
|    | Ucraina (bandiera)   | CB    | Olexandr Sadovyy      |

- Allenatore:  Giuseppe Porzio